# كلية الآداب والعلوم الإنسانية بصفاقس
كلية الآداب والعلوم الإنسانية بصفاقس هي إحدى الكليات التابعة لجامعة صفاقس، وقد أنشئت بمقتضى الأمر عدد 87-6 المؤرخ في 13 نوفمبر 1987. عميد الكلية الآن هي نجيبة شقير
الاقسام الاضافية للاقسام الاصلية فسم الايطالية و الاسبانية و الترجمة التابع لقسم 

## أرقام
- يدرس بالكلية حوالي سبعة آلاف طالبا بما يجعلها من أكبر الكليات بالجنوب التونسي.

## أقسامها
تحتوي كلية الآداب والعلوم الإنسانية بصفاقس على الأقسام التالية:
- العربية.
- الأنقليزية.
- الفرنسية.
- التاريخ.
- الفلسفة.
- علم الاجتماع.

## البحث
تعد الكلية عشر وحدات بحث تتناول مختلف الاختصاصات، وهذه الوحدات هي:
- الفينومينولوجيا
- INTERACTION ET TRAITEMENT DU LANGAGE
- CIVILISATION ET LITTERATURE
- ANALYSE DU DISCOURS
- VILLAGES ET COMMUNAUTES RURALES EN TUNISIE
- اللسانيات والنظم المعرفية المتصلة بها
- المتخيــل
- مثاقفات تونس المتوسطية
- التنمية والمحيط الاجتماعي
- المناهج التأويلية

## وصلة خارجية
- موقع كلية الآداب زالعلوم الإنسانية بصفاقس نسخة محفوظة 25 فبراير 2008 على موقع واي باك مشين..